# 69°S
69°S (nebo též 69°S: The Shackleton Project) je loutková hra z roku 2011. Její délka dosahuje 75 minut. Autorem designu loutek je Erik Sanko, který rovněž k představení složil hudbu. Autorkou celkového designu je jeho manželka Jessica Grindstaff. Část hudby pro představení nahrálo uskupení Kronos Quartet. Režisérkou původního představení byla Sophie Hunter. Dílo bylo inspirováno antarktickou expedicí Ernesta Shackletona (1914–1916). Loutkoherci při představení ovládali jednotlivé loutky na chůdách. Loutky, kterých je celkem šest, na sobě mají silné oblečení. Jde o první část plánované environmentální trilogie, jejíž další část Memory Rings byla uvedena roku 2015. Třetí a závěrečná část Falling Out byla uvedena roku 2018.